# 몽키 킹덤
《몽키 킹덤》(Monkey Kingdom)은 미국에서 제작된 마크 린필드, 앨러스터 포더길 감독의 2015년 원숭이 소재 다큐멘터리 영화이다.
이 영화는 2015년 4월 17일 디즈니 네이처에 의해 개봉되었으며 해당 레이블로 개봉된 8번째 자연 다큐멘터리 영화이다.